# Regionaal park Curso medio del río Guadarrama y su entorno
Het Regionaal Park  Curso medio del río Guadarrama y su entorno (Spaans: Parque regional del Curso medio del río Guadarrama y su entorno) is een natuurpark in Madrid in Spanje. Het natuurpark werd opgericht in 1999 en is 22116 hectare groot. Het natuurpark omvat heuvels en weiden rond de Guadarrama-rivier.